# Ponoć
Ponoć u doslovnom smislu na pol noći ponoć, trenutak je kada sunce naizgled uzima najniži položaj ispod horizonta, suprotno od podneva, kada je najviša. Ovaj trenutak je izabran za početak dana, a onda je sat na 00:00 (0 h, 0 min) ili 12.00.